# Pascale Pfister
Pascale Pfister (* 1991) ist eine ehemalige Schweizer Unihockeyspielerin, die zuletzt beim Nationalliga-A-Verein Floorball Riders Dürnten-Bubikon-Rüti unter Vertrag stand.

## Karriere
Pfister stammt aus dem Nachwuchs der  Floorball Riders Dürnten-Bubikon-Rüti, für welche sie 2009 in der Nationalliga B debütierte. Eine Saison später stieg sie mit den Riders in die höchste Schweizer Spielklasse auf. Nach vier Jahren stieg sie mit den Riders in die Nationalliga B ab. Nach fünf Jahren kehrte sie mit den Riders wieder ins Oberhaus zurück und beendete nach einer Saison in der Nationalliga A ihre Karriere.